# Мар'ївка (Лозівська міська громада)
Ма́р'ївка —  село в Україні, у Лозівській міській громаді Лозівського району Харківської області. Населення становить 62 осіб. До 2020 орган місцевого самоврядування — Миколаївська сільська рада.

## Географія
Село Мар'ївка знаходиться в місці в місці впадання річки Литовщина в річку Мала Тернівка. Вище за течією річки Литовщина на відстані 2 км розташоване село Василівка (Дніпропетровська область), вище за течією річки Мала Тернівка на відстані 2 км розташоване село Миколаївка. На протилежному березі річки Литовщина розташоване село Варламівка (Дніпропетровська область), на протилежному березі річки Мала Тернівка розташоване село Кіндратівка (Дніпропетровська область). Поруч проходить автомобільна дорога Т 2107.

## Історія
1902 — дата заснування.
12 червня 2020 року, відповідно до Розпорядження Кабінету Міністрів України  № 725-р «Про визначення адміністративних центрів та затвердження територій територіальних громад Харківської області», увійшло до складу Лозівської міської громади.
17 липня 2020 року, в результаті адміністративно-територіальної реформи та ліквідації колишнього Лозівського району (1923—2020), увійшло до складу новоутвореного Лозівського району Харківської області.

## Населення

### Мова
Розподіл населення за рідною мовою за даними :
| Мова       | Кількість | Відсоток |
| ---------- | --------- | -------- |
| українська | 56        | 90.32%   |
| російська  | 6         | 9.68%    |
| Усього     | 62        | 100%     |